# سنسورها در فلزیاب و رادارهای فرکانسی
فرکانس در شرایط افزایش توانائی در تشخیص نیاز به سنسور با عملکرد فرکانس، موج فرکانسی یا موج صوتی فرکانسی را دارد و یابنده، فلزیاب، رادار زمینی دستی یا معدن یاب دارای انتشار فرکانس مجزای خود می‌باشد و در نتیجه سنسورهای فرکانسی عوامل کمک کننده به توان حرکت و ایمن‌سازی شرایط تشخیص و قدرت تفکیک در آن فلزیاب یا رادار فرکانسی می‌باشد و عمل سوار شدن، مدوله یا مدوله‌سازی را سنسورهای فرکانسی برای فرکانس مستقل یابنده فرکانسی ایجاد می‌نماید و در این شرایط فرکانس اصلی یابنده فرکانسی با قدرت بالاتر توان حرکت با تعادل در خطوط را دارا خواهد بود.

## انواع سنسورهای مورد استفاده
سنسورهای فرکانسی می‌تواند سنسور مادون قرمز، سنسور التراسونیک، سنسور نوری حرارتی یا هر نوع سنسور که با فرکانس عمل می‌نماید باشد؛ و سنسورهای فرکانسی که بر روی یابنده‌های فرکانسی نصب می‌گردد مختص عملکرد بر روی یابنده‌های فرکانسی می‌باشد و در اصل یابنده، معدن یاب، رادار زمینی دستی یا فلزیاب فرکانسی از نوع فرکانسی با تنظیمات ادیت EDIT و تنظیمات سطح و حجم ترشهولد THRESHOLD طبق اصول رادار با جستجو تفکیک بنابر عدد وی دی ای VDI توضیح داده شده در جدول تفکیک و تشخیص وی دی ای اسکال VDI SCALE می‌باشد و بر روی این نوع فلزیاب فرکانسی می‌توان از سنسور التراسونیک، سنسور مادون قرمز یا سنسور نوری حرارتی بهره برد چون این دسته سنسورهای فرکانسی می‌تواند با مدار فلزیاب‌های فرکانسی یا رادارهای فرکانسی با دقت بالا عمل نماید و عمل MODULATION برای تفکیک با توان بالا را به انجام رساند.

## نحوه فرکانس سنسور بر فرکانس فلزیاب و رادار
در مدارات رادارها جریان انرژی و تشعشع است که مستقل سوار برهم می‌گردد و فرکانس مربوط به رادار شکل می‌گیرد و میدان این فرکانس شکل گرفته میدان الکترومغناطیس در فرکانس رادار با بار الکتریکی مثبت می‌باشد و جریان فرکانس دیگر سنسورها در جریان التراسونیک و مادون قرمز نیز دارای میدان الکترومغناطیس با بار الکتریکی مثبت می‌باشد که در زمان مدوله، سوار یا همراه شدن این میدان‌های الکترومغناطیس مستقل با همدیگر ترکیب شده و این ترکیب در ظرفیت متعادل ارتباط منظم در جهت خطوط فرکانسی مدوله یا سوار برهم را شکل خواهد داد و چون بار الکتریکی این میدان‌های الکترومغناطیس مثبت می‌باشد در زمان ترکیب بر یک خط مستقیم همراه هم حرکت نموده و برای حرکت، عبور و بازتاب شرایط شبیه به هم را دارا می‌گردد و فرکانس اصلی منتشر شده از رادار در انرژی و تشعشع، سرعت و دقت بالاتری دارد.
دیگر فرکانس‌های دارای میدان الکترومغناطیس مربوط به سنسورها یا جریانات سوار شده بر فرکانس اصلی شرایط نزدیک به همان را داشته و موجب می‌گردد کیفیت بهتر در تشخیص اهداف تعیین شده در تنظیمات رادار یا فلزیاب فرکانسی شکل بگیرد.

## تعریف و کاربرد سنسور التراسونیک
التراسونیک سنسور فرکانسی است که با انتشار فرکانس عمل می‌نماید؛
التراسونیک در رادارها، فلزیاب، معدن یاب و جی پی آر یا همان رادار نفوذ کننده به زمین یا فلزیاب آنتنی (مکان‌یاب دوربرد) از نوع فرکانسی کاربرد بالایی برای افزایش دقت در تفکیک و تبعیض اهداف را دارد.
در رادارها و یابنده‌های فرکانسی سنسور التراسونیک یکی از لوازم جانبی برای افزایش توانایی است و سنسور التراسونیک با مدار مجزای خود متصل به مدار اصلی رادار یا یابنده فرکانسی می‌شود و مدار اصلی رادار یا یابنده فرکانسی به صورتی طراحی می‌گردد که تعادل در انتشار و بازتاب و تعادل را برقرار نماید.
انتشار فرکانس از مدار اصلی رادار یا هر نوع یابنده فرکانسی دارای میدان مشترک الکترو مغناطیس با بار الکتریکی مثبت است و میدان مشترک میدان الکترومغناطیس مربوط به فرکانس مدار اصلی و فرکانس التراسونیک همراه هم می‌شود و فرکانس مدار اصلی در حرکت هر میزان قدرت حرکت به فاصله دور یا نفوذ داشته باشد فرکانس التراسونیک نیز به دلیل داشتن میدان الکترومغناطیس مشترک دارای توان حرکت با فاصله زیاد را خواهد داشت یا به عمق زمین نفوذ می‌کند.
فرکانس مدار اصلی رادار یا فلزیاب و فرکانس التراسونیک با داشتن میدان الکترو مغناطیس، توان حرکت به فاصله دور یا نفوذ به عمق زمین را دارد؛ این فرکانس اصلی مدار رادار یا هر نوع یابنده فرکانسی با اصول رادار است که حرکت به سمت فاصله دور یا عمق زمین را دارد که فرکانس سنسور التراسونیک با وجود میدان الکترو مغناطیس مشترک به سمت فاصله دور یا عمق زمین نفوذ می‌کند.